# Šišov
Šišov é um município da Eslováquia, situado no distrito de Bánovce nad Bebravou, na região de Trenčín. Tem 9,63 km² de área e sua população em 2018 foi estimada em 503 habitantes.

## Demografia
| Ano:        | 1994 | 2004   | 2014   | 2024   |
| ----------- | ---- | ------ | ------ | ------ |
| Broj ljudi: | 496  | 505    | 495    | 493    |
| Razlika:    |      | +1,81% | -1,98% | -0,40% |

| Ano:               | 2023 | 2024   |
| ------------------ | ---- | ------ |
| Número de pessoas: | 478  | 493    |
| Diferença:         |      | +3,13% |